# Guanaco
Guanaco (Lama guanicoe) är en art i familjen kameldjur som förekommer huvudsakligen i västra och södra Sydamerika. Lama och alpacka ansågs förr vara domesticerade former av guanaco men teorin är omstridd. Guanacon är, tillsammans med vikunjan, de enda vilda kameldjuren i Sydamerika.

## Kännetecken
Arten är dryga metern hög och väger runt 90 kilogram. Kroppslängden ligger mellan 120 och 220 centimeter. Pälsen är ullig och tät. Pälsens färg är på ovansidan ljusbrun till brun och på buken vit. Ansiktet är oftast svart. Dessa kameldjur kännetecknas av långa smala extremiteter, en lång hals och ett litet huvud. Vid varje fot finns två tår som inte är utrustade med hovar utan med trampsulor. Som hos alla kameldjur består guanocons mage av flera kamrar som underlättar omsättningen av djurets vegetabiliska föda.

## Utbredning och habitat
Guanoco förekommer i Anderna och i pampas i Peru, Bolivia, Ecuador, Chile och Argentina. Habitatet utgörs främst av öppna grässtäpper och bara under hårda vintrar uppsöks skogar. Arten vistas även i buskskogar. Djuret finns upp till 5000 meter över havet. Beståndet är uppdelad i flera mindre och från varandra skilda populationer.

## Levnadssätt

### Socialt beteende
Arten lever i familjegrupper med ungefär 15 individer som består av en alfahanne, några honor och deras ungar. Ungdjur av bägge kön drivs bort från flocken när de är tolv till femton månader gamla. Honor letar efteråt efter andra grupper. Unga hannar bildar däremot egna grupper som består under tre till fyra år. I dessa grupper förekommer alltid strider. På så sätt är hannarna förberedda när de ska få kontroll över en egen flock. När handjuret är moget prövar det att antingen  bilda en ny flock eller försöka jaga bort en etablerad alfahanne. En gammal hanne som blir bortjagad från sin flock lever vanligen ensam tills den dör.

### Föda
Som alla kameldjur är guanaco växtätare och de äter främst gräs samt blad från buskar. Ibland ingår frukter, blommor och några kaktusar i födan. Föda tuggas kort och sedan förvaras den en tid i djurets förmage innan den äts klart. Matspjälkningen liknar på så sätt idisslarnas (Ruminantia) digestion men guanacon tillhör inte denna djurgrupp. Kameldjurens matspjälkningssystem utvecklades oberoende av idisslarnas system. Till exempel finns hos kameldjur körtlar i förmagen vilka saknas hos idisslare.

### Fortplantning
Dräktigheten varar i ungefär ett år och sedan föds bara en unge som vid tillfället väger 8 till 15 kg. Ungen som kort efter födelsen kan gå dias ungefär 6 till 15 månader. Könsmognaden uppnås efter cirka två år och efter tre år är individen fullt utvecklad. Djur i fångenskap blir mellan 20 och 30 år gammalt.

### Naturliga fiender och konkurrenter
Artens största naturliga fiende är puman. Unga och sjuka individer jagas även av peruansk kondor och magellanräv. Djuret delar bara i begränsat omfång territorium med andra ursprungliga sydamerikanska hovdjur som vikunja (Vicugna vicugna) och huemuler (Hippocamelus).

## Guanaco och människor

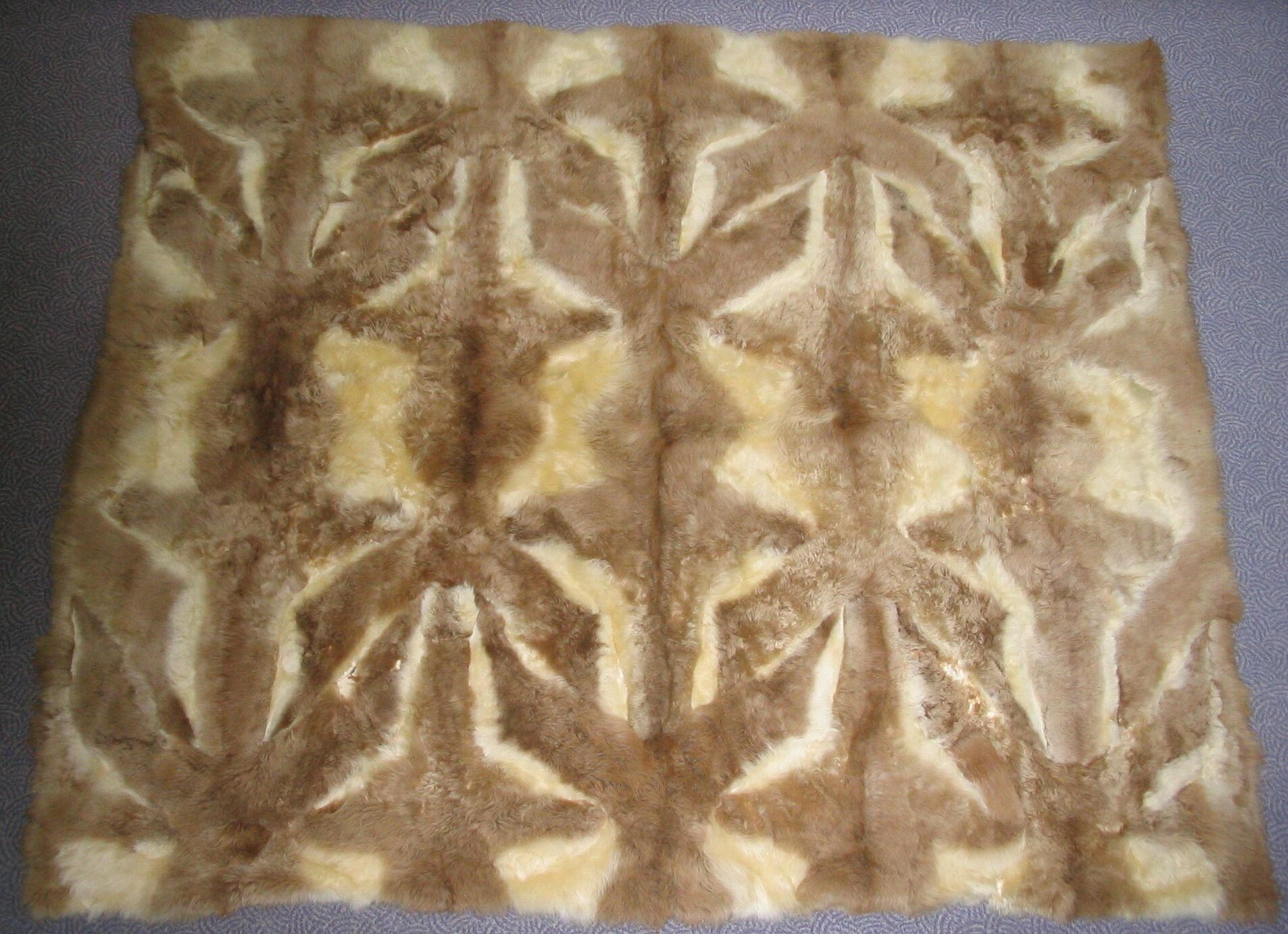
Filt av guanacopäls

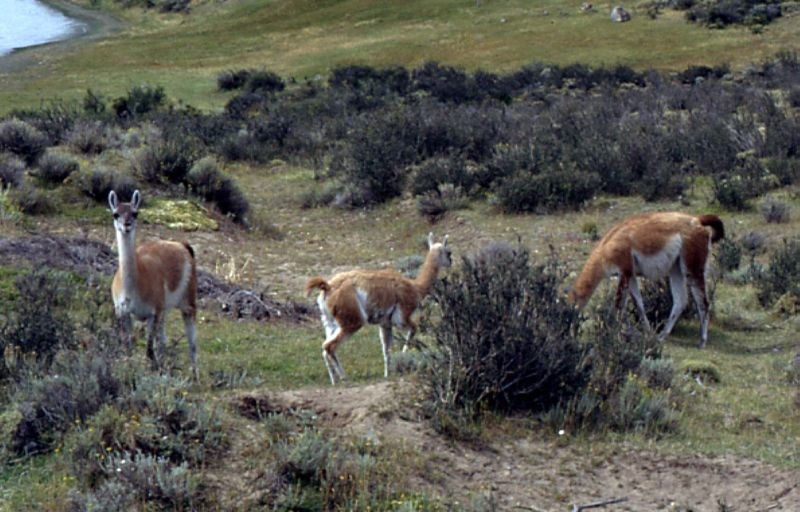
En flock med guanaco

### Domesticering
Det antas att guanacon redan 3000 år före Kristus blev domesticerad och att laman och alpackan utvecklades ur dessa djur. Denna teori är omstridd. I flera fall förekom korsningar med vikunjan och speciellt för alpackan hävdas idag att den är mer släkt med vikunjan.

### Hot
När nybyggarna från Spanien anlände i regionen fanns uppskattningsvis 50 miljoner vilda guanaco. Sedan dess jagades de för pälsens skull och ännu mer för att skapa plats för flockar med får. Guanaco dödades i stort antal och beståndet minskade betydligt. Idag finns bara omkring 500 000 exemplar kvar, alltså bara 1 % av det ursprungliga beståndet. Trots allt listas arten av IUCN inte som hotad.